# Daisy Bell
Bicycle Built for Two
Daisy Bell (aussi connue sous le titre Bicycle Built for Two) est une chanson populaire britannique de music-hall écrite en 1892 par Harry Dacre.

## Liminaire
Son célèbre refrain commence par « Daisy, Daisy / Give me your answer, do. / I'm half crazy / All for the love of you » (« Daisy, Daisy / donne-moi ta réponse, fais-le. / Je suis à moitié fou / d'amour pour toi ») et se termine par « On a bicycle built for two » (« Sur une bicyclette construite pour deux »).
La chanson est enregistrée en 1893 par le baryton Dan W. Quinn pour la New Jersey Phonograph Company.

## Inspiratrice de la chanson

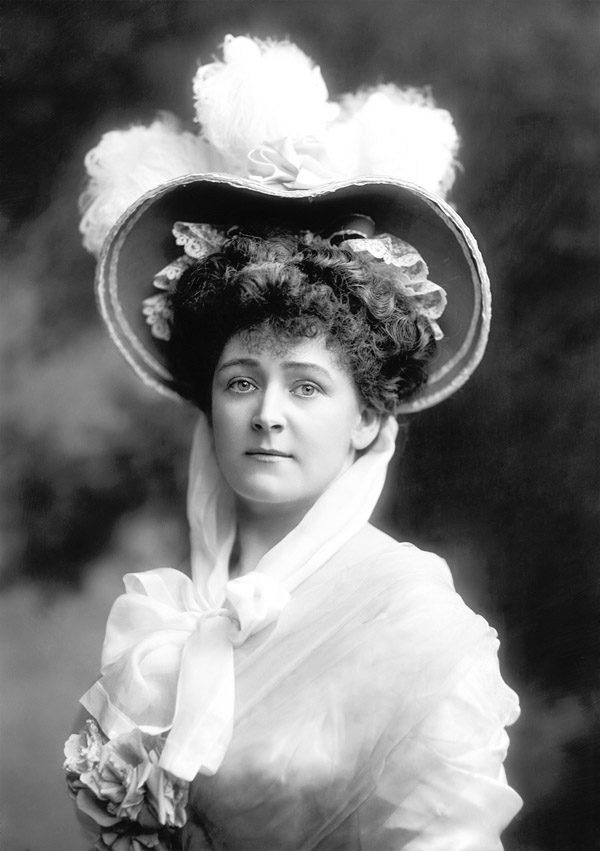
Daisy Greville, comtesse de Warwick.

Frances Evelyn « Daisy » Greville, comtesse de Warwick (1861-1938), une femme mondaine britannique et maîtresse de longue date d'Albert Edward, prince de Galles et futur roi Édouard VII, est réputée être la source d'inspiration de la chanson.

## La chanson dans l'ère de l'informatique
Daisy Bell est la première chanson reproduite en synthèse vocale en 1961 par un ordinateur (un IBM 7094) programmé par John Kelly aux Laboratoires Bell. Pour cette raison, elle fut « interprétée » par HAL 9000 dans la version originale de 2001, l'Odyssée de l'espace (1968),.

## The Music Gay Nineties Old Tyme: Daisy Bell
Le projet de l'œuvre a été initié par le peintre Mark Ryden, connu pour ses créations pour des musiciens comme Michael Jackson (Dangerous), Ringo Starr (Time Takes Time), Red Hot Chili Peppers (One Hot Minute) et, plus récemment, Tyler, The Creator (Wolf).
Différentes versions et interprétations de tous styles sont réunies sur l'album The Music Gay Nineties Old Tyme: Daisy Bell sorti le 13 mai 2014 et enregistrées par dix-neuf artistes dont Tyler, The Creator, Katy Perry, Nick Cave, Kirk Hammett du groupe de heavy metal Metallica, Scarling., Stan Ridgway de Wall of Voodoo, Weird Al Yankovic, Tour Crush (duo composé de Jimmy Urine et Chantal Claret), Danny Elfman, Mark Mothersbaugh (de Devo), Truus de Groot ou encore Mark Ryden lui-même, et cela 122 ans après la création de la chanson.
Le produit de la vente de l'album, imprimé en une édition limitée de 999 exemplaires sur un disque vinyle rouge, est destiné à Little Kids Rock, une association à but non lucratif qui soutient l'éducation musicale des enfants dans des écoles primaires défavorisées. Chaque exemplaire, vendu 99,99 $, est numéroté à la main et signé par Mark Ryden. 

## Parodies, références dans la culture populaire
Dans l'épisode de Doctor Who, Des dinosaures dans l’espace, lorsque le Docteur désactive les deux robots, ceux-ci chantent le début de la chanson Daisy Bell.
Dans le film d'animation Robots, lorsque Rodney répare Bigweld, celui-ci chante la chanson (en version originale).
Dans le film Une merveilleuse histoire du temps, quand Stephen Hawking est équipé d'un appareil de synthèse vocal pour communiquer, il écrit "Daisy, Daisy, give me your answer do" pour imiter la synthèse vocal chanté par l'ordinateur IBM 7094.
Dans l'épisode 6 de The Amazing Digital Circus les personnages de Pomni et Jax chantent cette chanson pour faire sortir Zooble de sa chambre, après avoir appris son aversion pour cette chanson, car Caine vient souvent la chanter devant sa porte. C'est en référence au fait que c'est la première chanson qui a été chantée par une intelligence artificielle, Caine étant une IA.